# Na Klaudě
Na Klaudě je samota, která se nachází na severovýchod od Jivna v okrese České Budějovice, nedaleko silnice I/34 a její odbočky, silnice II/634.

## Historie
Na místě samoty v minulosti stávala ves Lhotka, poprvé zmiňovaná v roce 1378. K jejímu zániku došlo patrně za husitských válek a později zde byl vystavěn manský dvůr, jehož majitel měl vojenskou povinnost na hradě Hluboká. V roce 1472 jej od Jana ze Lhotky odkoupil budějovický měšťan Ondřej Kocencogle. V letech 1479–1501 byl v držení Jana Svojšeho z Brloha, v letech 1501–1519 Jindřicha Drochovce z Pláně a poté do roku 1554 Ojířů z Protivce, od nichž jej zakoupilo město České Budějovice. K roku 1585 se poprvé objevuje název lesa Sviní louka, který později přešel i na dvůr, který tedy následně nesl název Lhotka na Sviní louce. Město provedlo úpravu bývalého statku na hostinec a zřídilo zde také hájovnu, poprvé zmiňovanou roku 1615. Na konci 18. století pak došlo blíže k Lišovu k výstavbě nové zájezdní hospody. Jejím hostinským byl od roku 1785 jistý Matěj Klauda z Velechvína, jehož jméno přešlo na hostinec, který býval před druhou světovou válkou oblíbeným výletním místem.